# Лактулоза
Лактулоза (4-О-β-галактопіранозил-D-фруктоза) — синтетичний дисахарид, що складається з молекули галактози і фруктози, зв'язаних за допомогою β-1,4-зв'язку. Являє собою білий або майже білий кристалічний порошок солодкого смаку, без запаху. Окрім кристалічної форми випускають у вигляді сиропу, який використовується як замінник цукру.
Оскільки лактулоза не зустрічається в природі, то в організмі людини відсутні ферменти, які здатні гідролізувати її до галактози та фруктози. Внаслідок цього лактулоза проходить через шлунково-кишковий тракт в незмінному вигляді та доходить до товстої кишки де сприяє розмноженню мікроорганізмів (кишкової флори), які корисні для здоров'я людини особливо при запорах, дисбактеріозі та інших захворюваннях кишки. За рахунок бактеріального розщеплення лактулози на коротколанцюгові жирні кислоти (молочна, оцтова, пропіонова, масляна) знижується pH середовища товстої кишки, яке призводить до підвищення осмотичного тиску, затримання рідини в порожнині кишки та посилення її перистальтики.
Світовим лідером у виробництві лактулози та функціональних харчових продуктів, збагачених лактулозою, є японська корпорація Morinaga Milk Industry Co, яка ще в 60-х роках минулого століття проводила дослідження щодо дії лактулози на організм людини, що відкрило дорогу функціональному харчуванню й розвитку індустрії пребіотиків у всьому світі.

## Одержання
Одержують лактулозу ізомеризацією лактози, яка виділяється із молочної сироватки.